# Governació de Sulaymaniyya
La governació o muhàfadha de Sulaymaniyya —àrab: محافظة السليمانية, muḥāfaẓat as-Sulaymāniyya— és una muhàfadha o governació de l'Iraq, una de les tres que formaven inicialment l'estat autònom (després federal) del Kurdistan Iraquià. Té una superfície de 17.023 km² i una població el 2009 d'1.894.000 habitants. La capital és Sulaymaniyya.